# Euleimonios sinuatus
Euleimonios sinuatus är en insektsart som beskrevs av Fletcher och Condello 1994. Euleimonios sinuatus ingår i släktet Euleimonios och familjen dvärgstritar. Inga underarter finns listade i Catalogue of Life.